# オレンジェリー

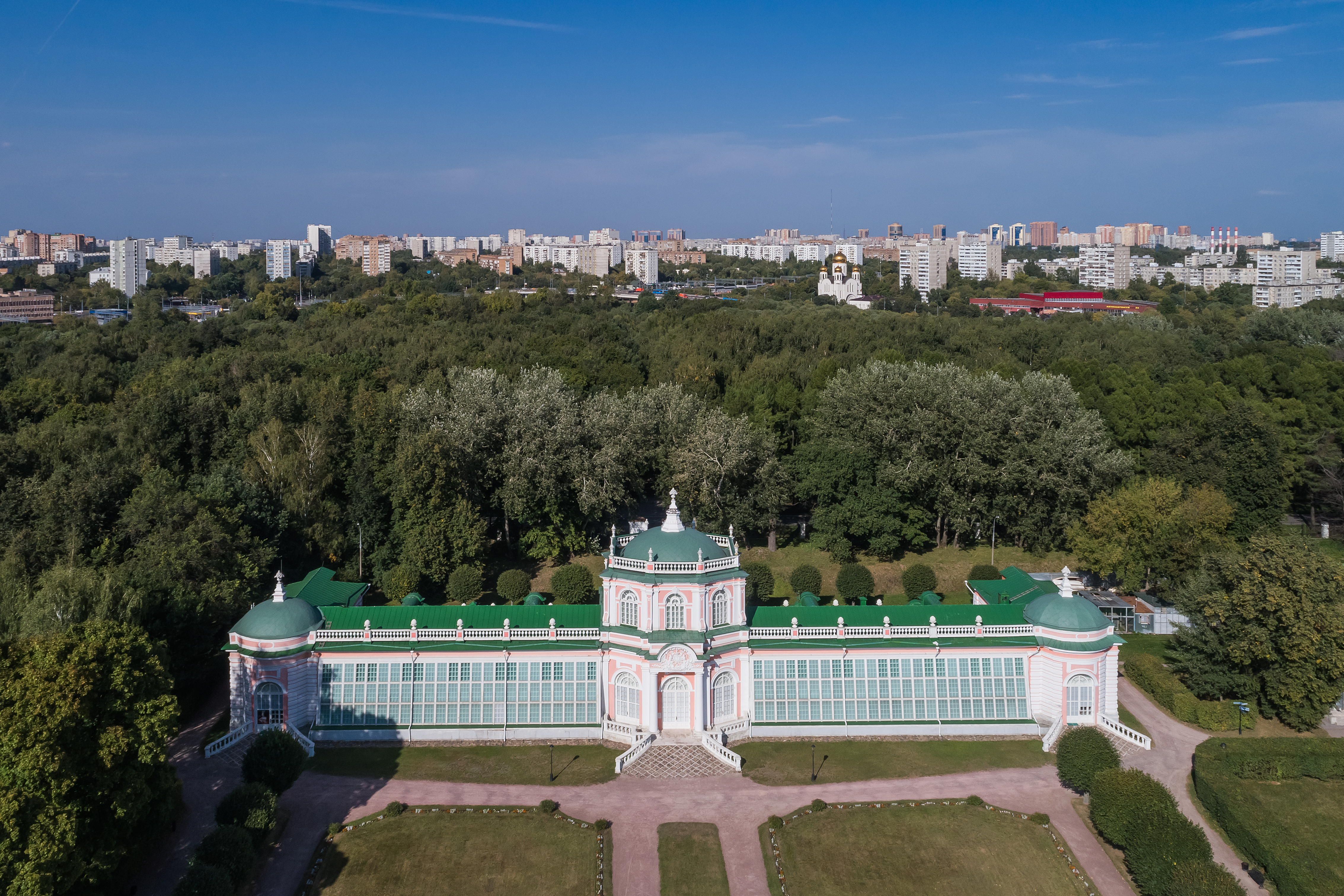
モスクワのクスコボにあるオランジェリー（1760年代）。

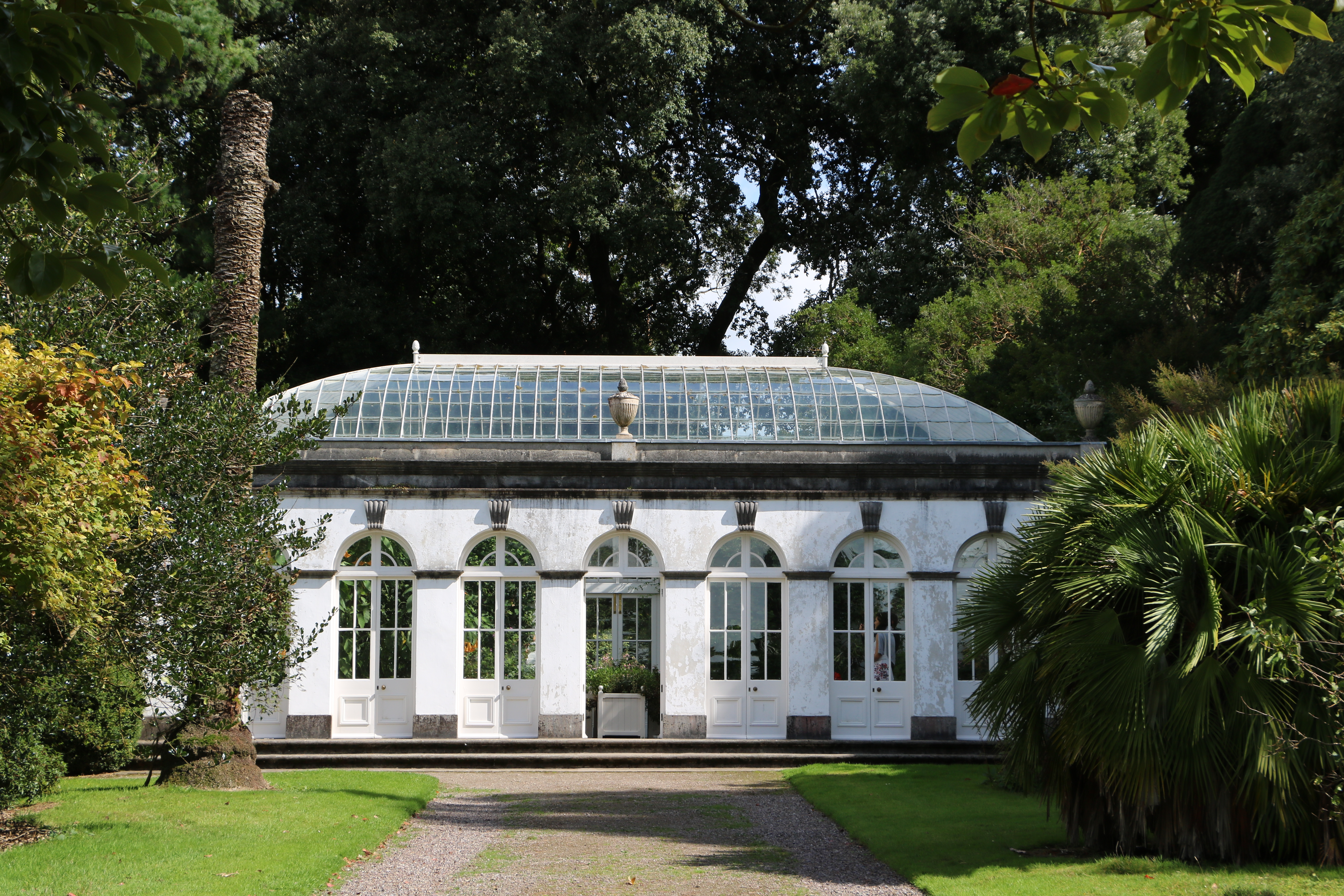
アイルランド、フォタ島、フォタハウスオランジェリーのガラス屋根

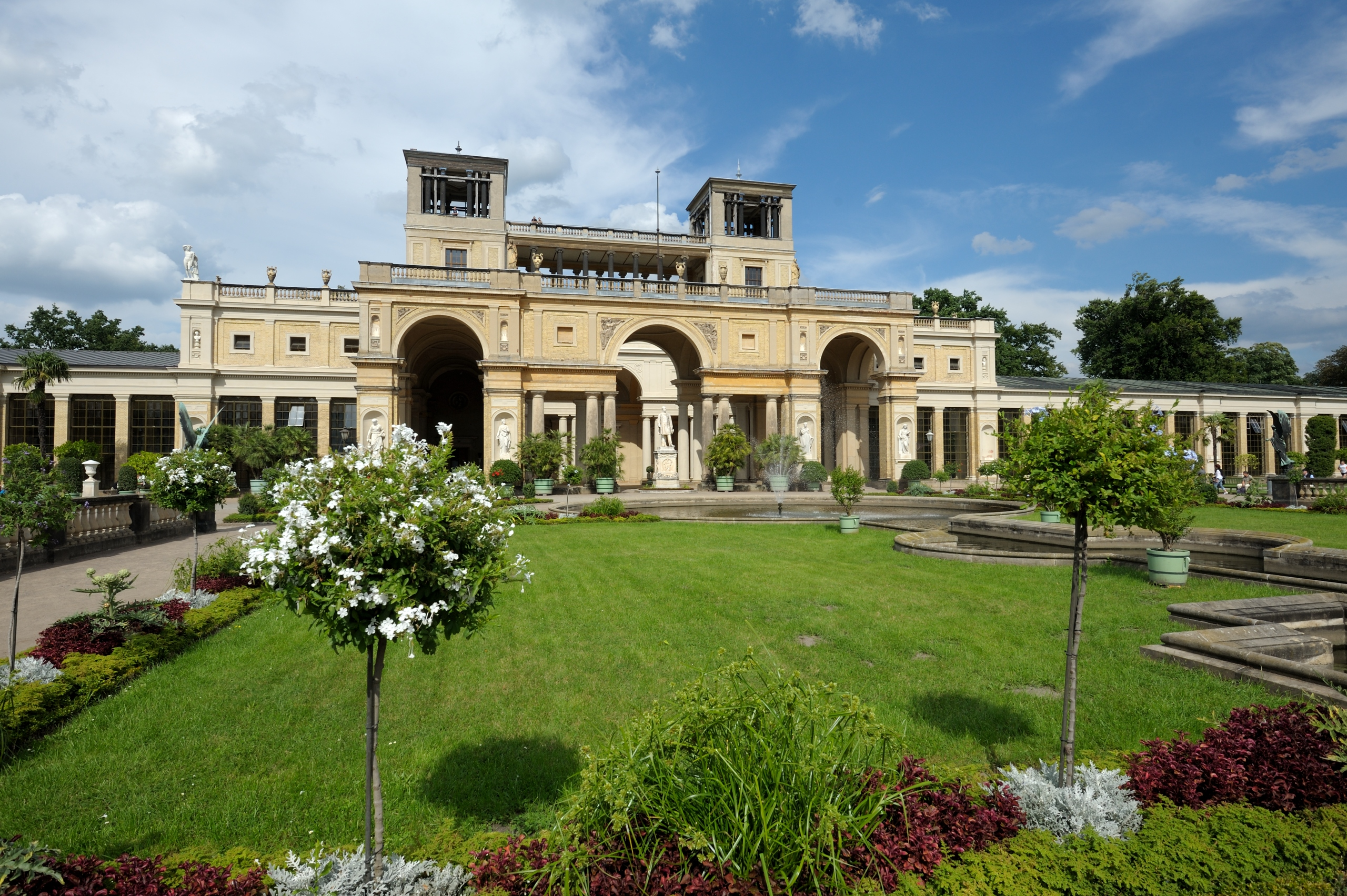
19世紀半ばにポツダムのプロイセンのフレデリックウィリアム4世によって建てられたOrangerieschloss。

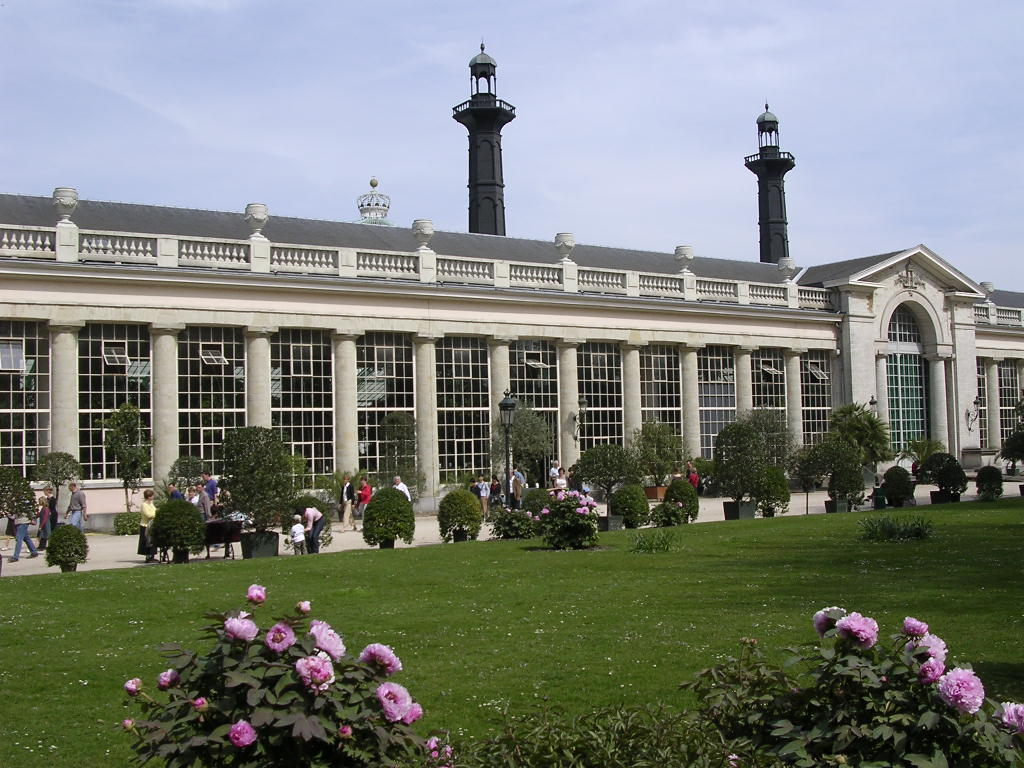
ベルギーのラーケン王宮のオランジェリー（1820年頃）は、ラーケンの記念碑的な王立温室の最も古い部分

オレンジェリー、オランジェリー、またはオランジュリー（orangeryまたはorangerie）は、17世紀から19世紀にかけて、東方からの植物として珍重されたシトロンやオレンジなどの果物が実る樹木を、寒い季節の間養成するためにつくられた温室やコンサバトリー。
非常に大規模な形態や、ファッショナブルな住宅の敷地内に建つ専用建物と化した。

## 初期の例

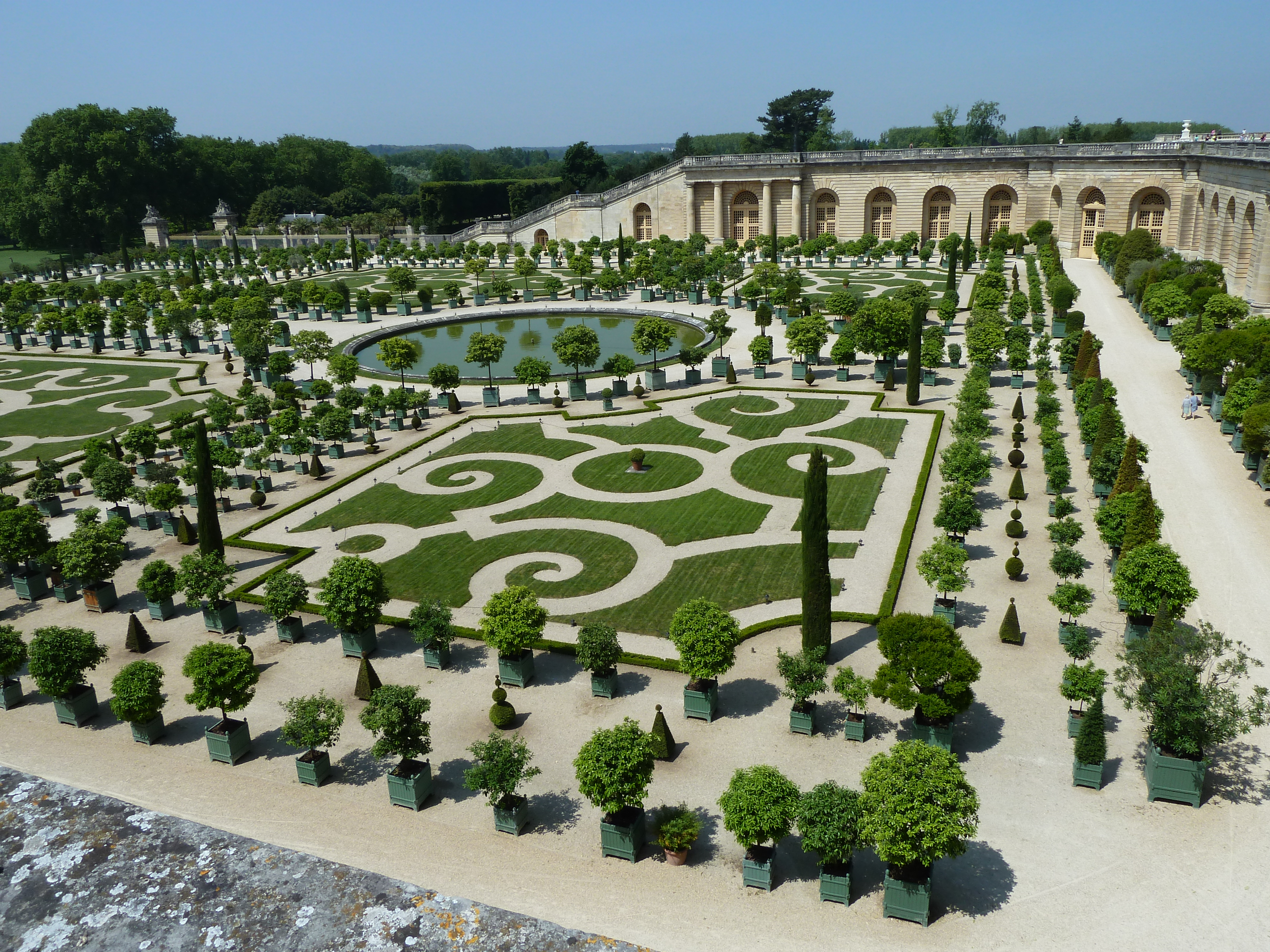
ベルサイユのオランジュリーは1684年から1686年の間に建てられた。

## 建材

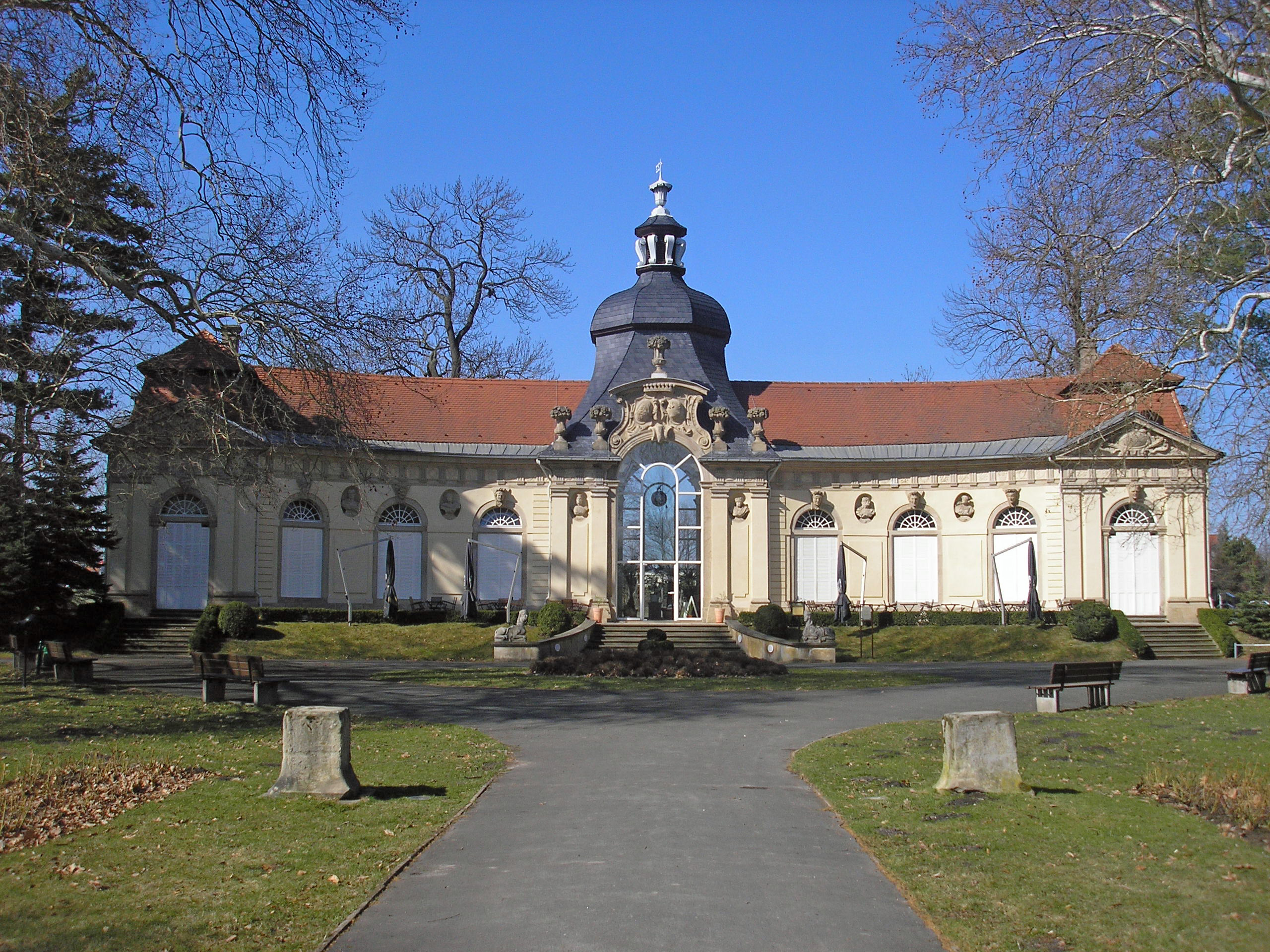
屋根ランタン　Meuselwitzオランジェリー。ドイツ・Meuselwitz、

## 初期のオレンジェリー

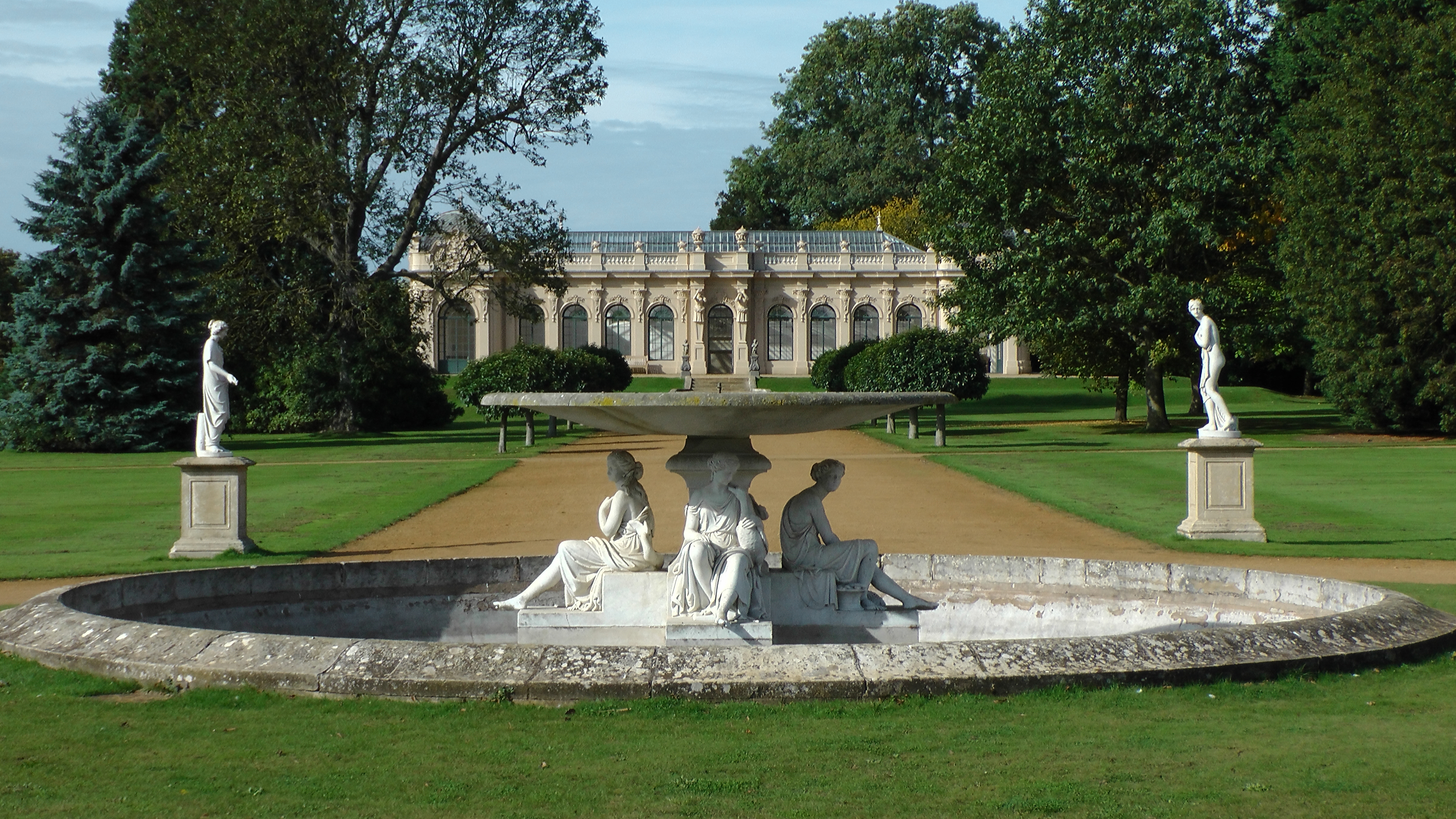
レストパークの印象的なオランジェリー

## ヨーロッパ大陸の例

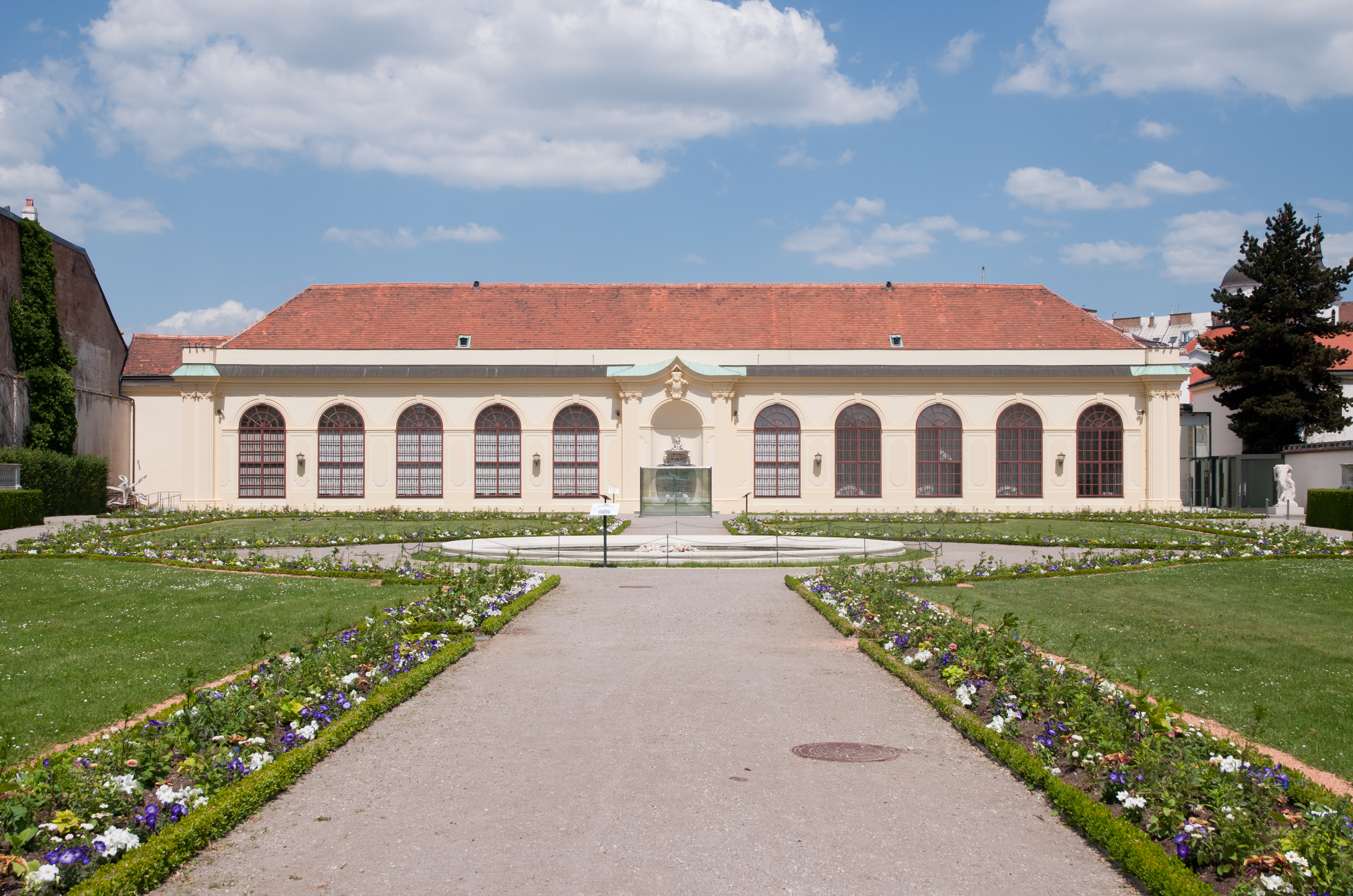
ベルヴェデーレ宮殿のおランジェリー。オーストリア・ウィーン

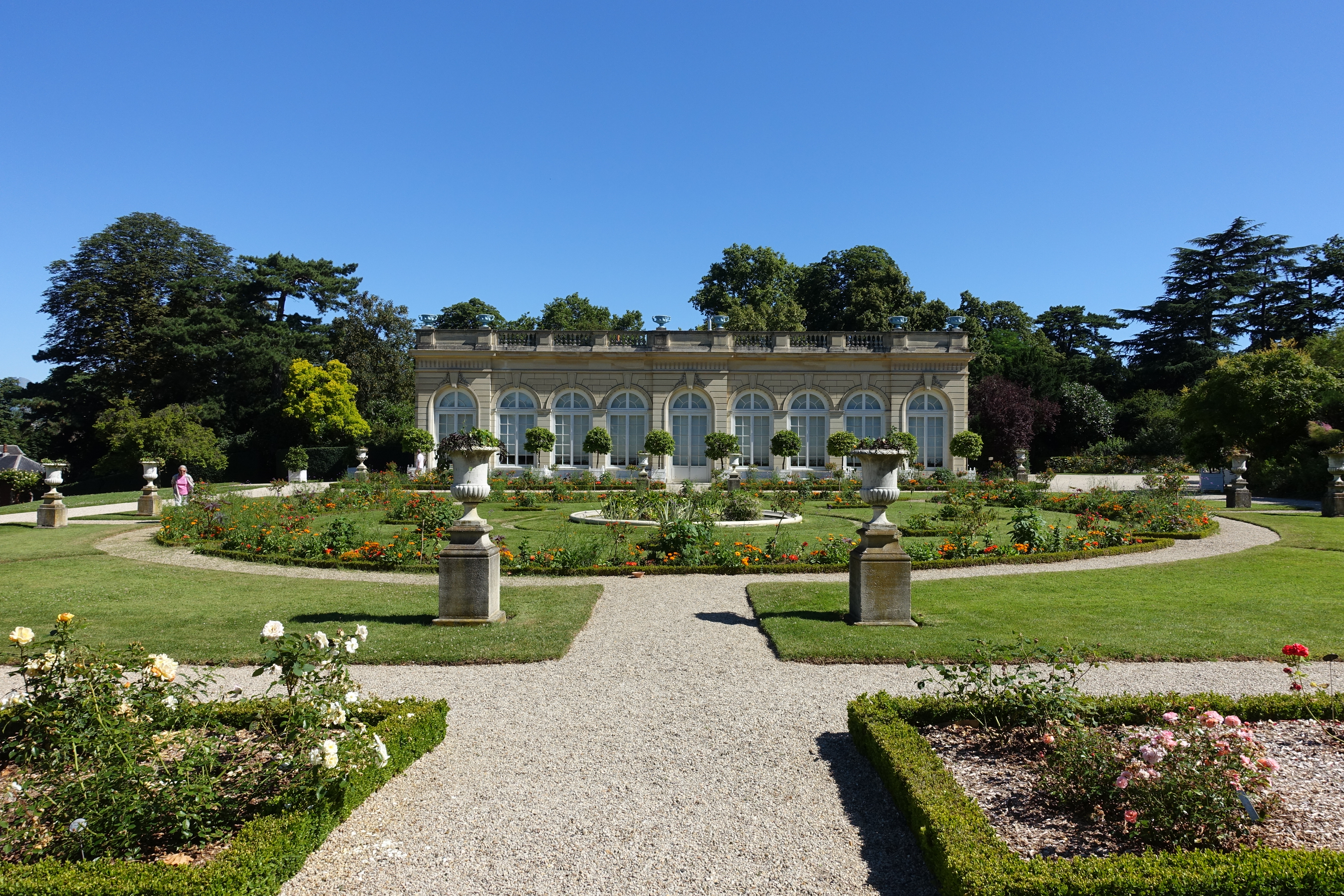
シャトー・ドゥ・バガテルのオランジェリー

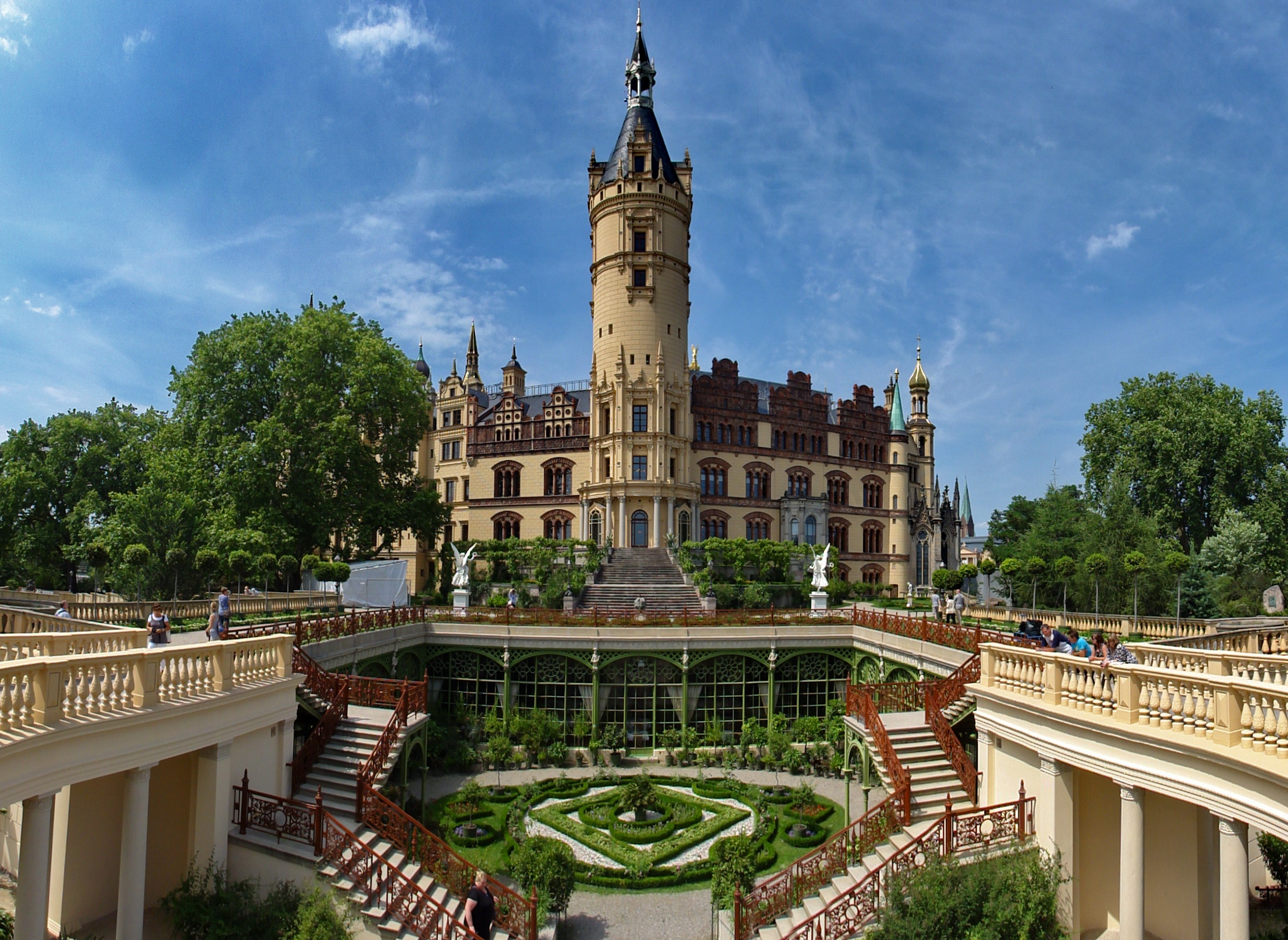
シュヴェリーン城のオランジェリー。ドイツ・シュヴェリーン

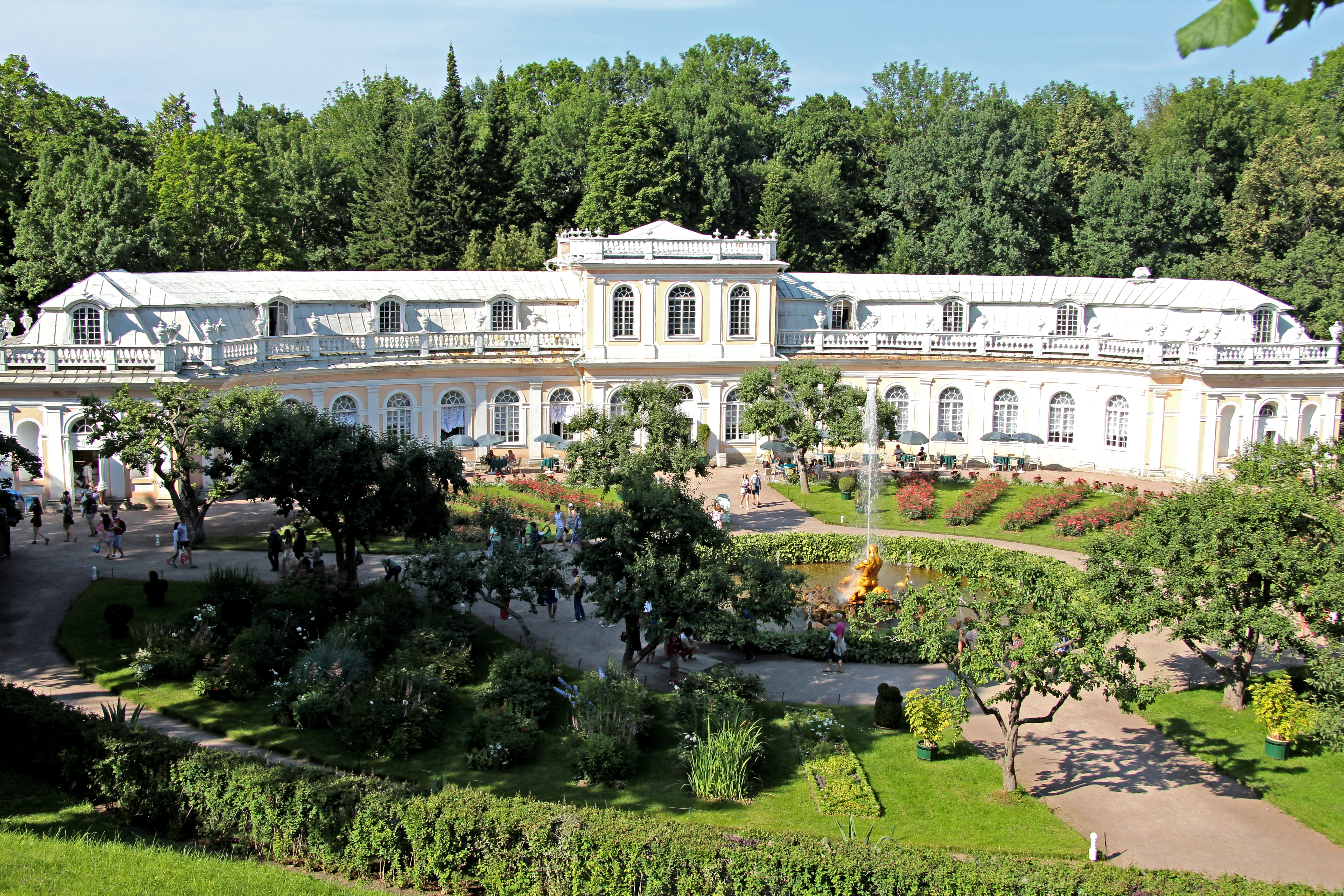
グランド・オランジェリー（ペテルゴフ）

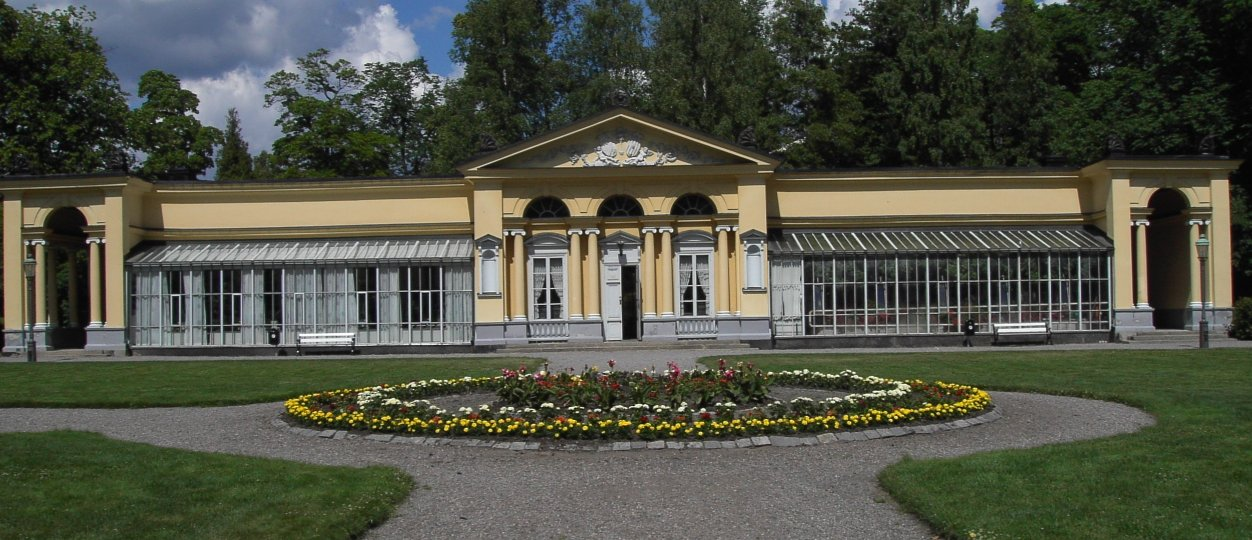
スウェーデン、フィンスパン城のオランジュリー（1832）

### オーストリア
- ベルヴェデーレ、ウィーン
- シェーンブルン宮殿、ウィーン

### フランス
- ヴェルサイユ宮殿の庭園にあるヴェルサイユ・オランジュリー
- ストラスブール、オランジェリーの公園
- チュイルリー：パリのチュイルリー庭園にある。オランジュリー美術館

### ベルギー
- ラーケン、ラーケン王宮のオランジュリー（1820年頃）

### ドイツ
- ワイマール、ベルヴェデーレオランジュリー
- デュッセルドルフ-ベンラート、オランジェリー
- フルダ、オランジェリー
- ゲラ、オランジェリー、「家庭菜園」（Küchengarten）
- ハノーファー　ヘレンハウゼン王宮庭園の一部である
- インゴルシュタット、Harderstraße10のオランジェリー
- カッセル、オランジェリー
- オルデンブルク、サボテンハウス
- フィリップシュタール、オランジェリー
- ポツダム、オランジェリーパレス
- シュヴェリーン、シュヴェリーン城、オランジェリー
- ヴェルトハイムアムマインのブロンバッハ修道院

### ポーランド
- ワルシャワ、ワジェンキ公園のスタラPomarańczarnia （EN：旧オランジェリー、構築されたのは1786年から1788年）とノワPomarańczarnia （EN：新オランジェリー; 1860年竣工）

### ロシア
- ペテルゴフ、Bolshaya Kamennya Oranzhereya
- ツァールスコエ・セロー 、Bolshaya Oranzhereya（1762、1820）
- Kuskovo 、モスクワ、Oranzhereya

### スウェーデン
- リネアニウム、 Botaniskaträdgården（ウプサラ） –ウプサラ大学オランジェリー植物園　1787年
- Linnéträdgården 、ウプサラ　1655年
- FinspångCastleOrangerie　1832年
- NynäsSlott 、Manorial Estate（Castle）およびOrangery、Nynäs
- Bergianskaträdgården 、ストックホルム、gamla orangeriet、現在はレストランとして使用されている

## イギリスとアイルランド
ケンジントン宮殿（1761年）のオランジェリー　ウィリアム・チェンバーズ卿による最も初期の生き残り作品。28メートル (92 ft)長さがあり建てられたときには英国で最大の温室であった。冬のオレンジのエンドパビリオンを備えたアーケードとして設計されているが、屋根下への光が低すぎて成功しなかった
キュー王立植物園のオランジェリー　1761年にウィリアム・チェンバーズ卿によって設計され、かつてはイギリス最大の温室であった
ウェールズのマーガムパークにあるオランジェリー　トーマス・マンセルタルボットが受け継いだオレンジ、レモン、柚子の木について大規模なコレクションを収容するために、1787年から1793年の間に建てられた。元の家は取り壊されたが、規模 327フィート (100 m)は、ウェールズで最も長い
ロンドンのケンウッドハウス　1700年頃のオレンジリー。なお少し前のオレンジリーはモンタキュートにある。
ナショナルトラストの手にある他のオレンジリーは次のとおり
- ハムハウス＆ガーデン、リッチモンド、サリー、ハンバリーホール、ウスターシャー
- サフォークのイックワースハウス、住居の翼の庭の正面の一部を形成している
- モンゴメリーシャーのポウイス城、18世紀後半のテラスの中心的な特徴
- ソルトラムハウス、デボン、おそらくロバート・アダムのデザインによる
- ノーサンバーランドのシートン・デラヴァル・ホール
- ブリックリング、ノーフォーク

ドーセット州マッパートンにあるイタリア式庭園のオレンジリー　1970年、ヴィクター・モンタギューが建設
シェフィールドのノートンホールにある19世紀半ばのオランジェリー　アパートに変わっている 
アイルランド　キルラダリーハウスとLoughcrewハウスのオランジェリ 

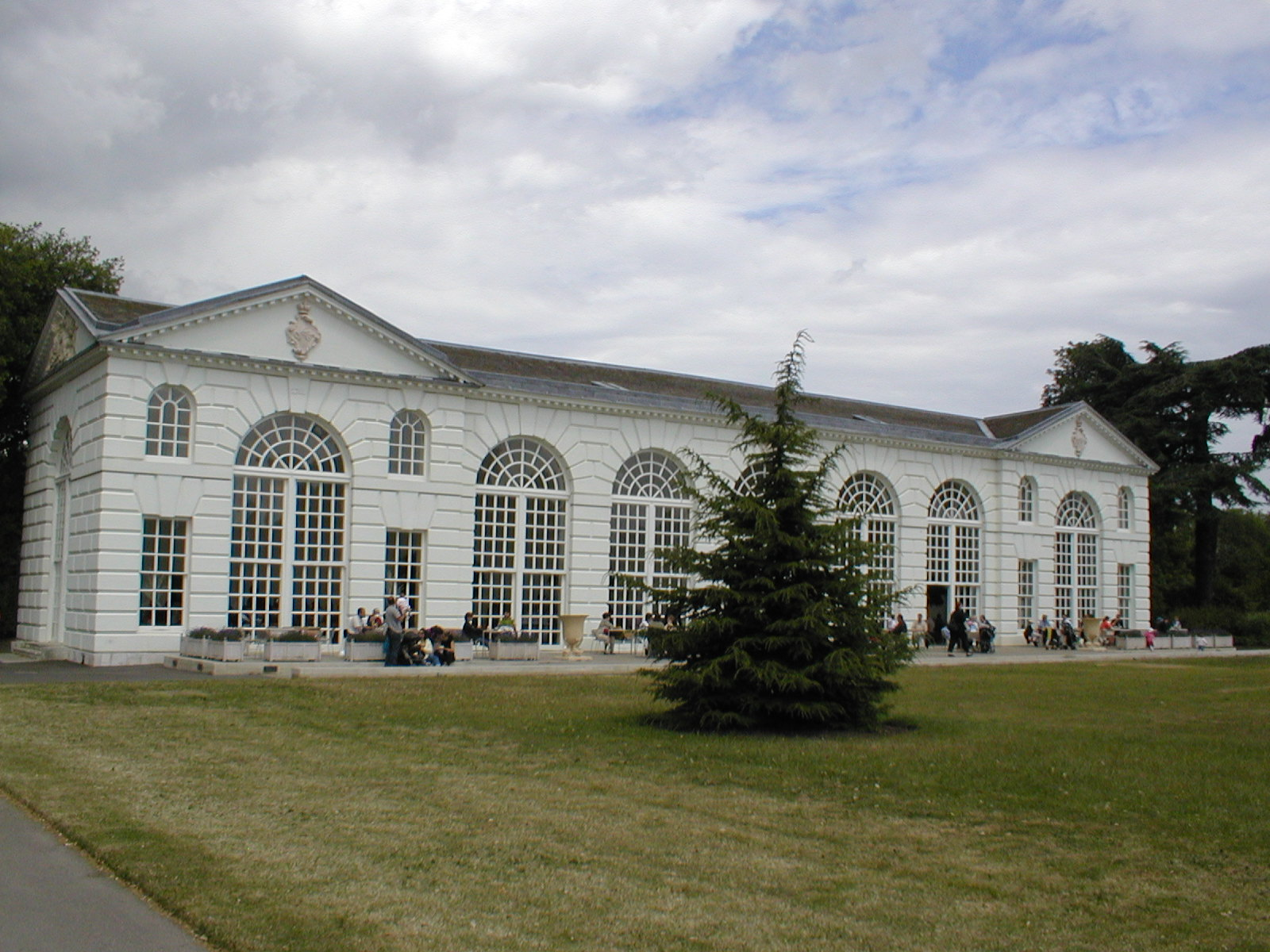
キュー王立植物園のオランジェリーは現在レストランとして使用されています。
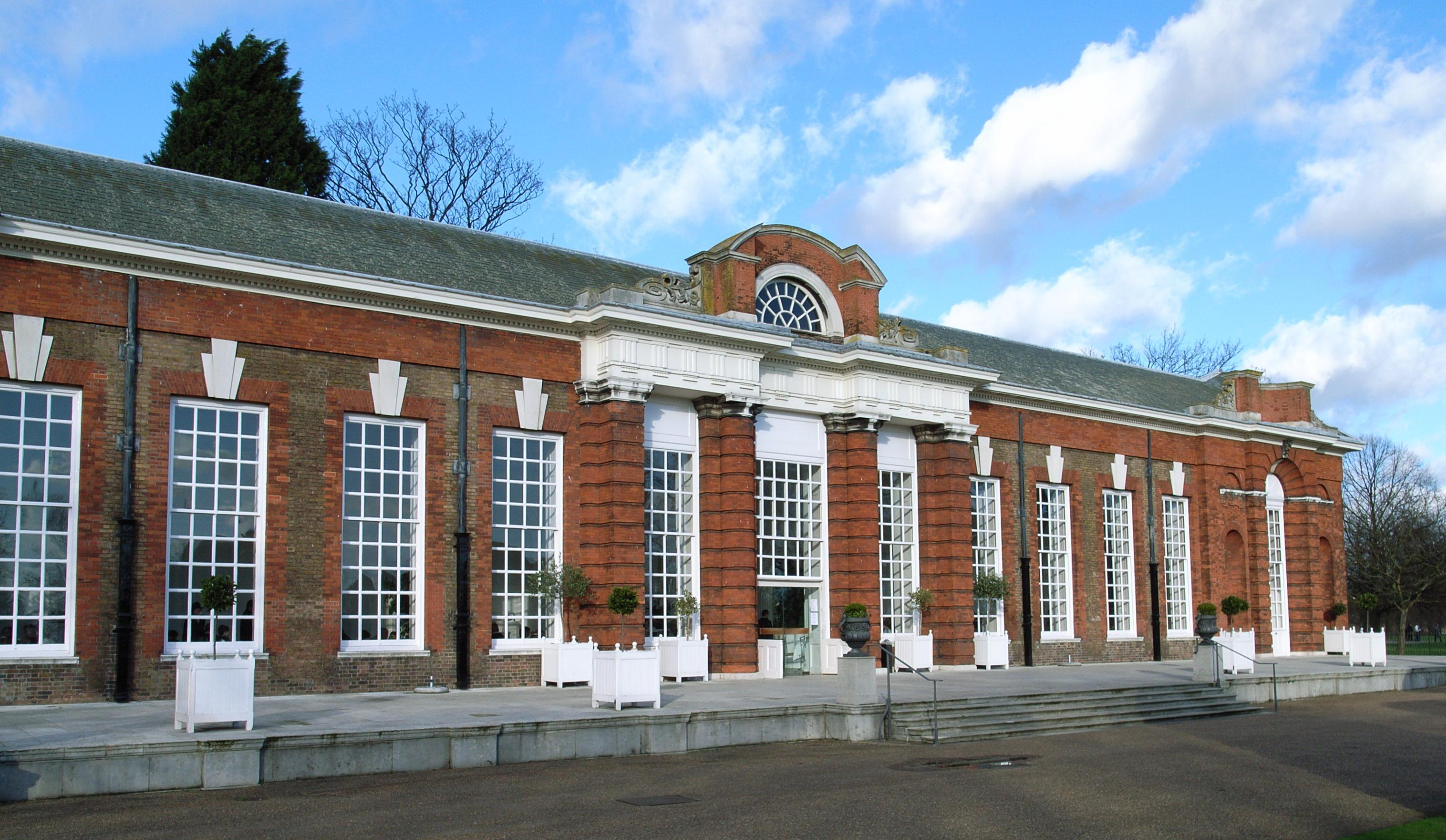
ケンジントン宮殿オランジェリー。
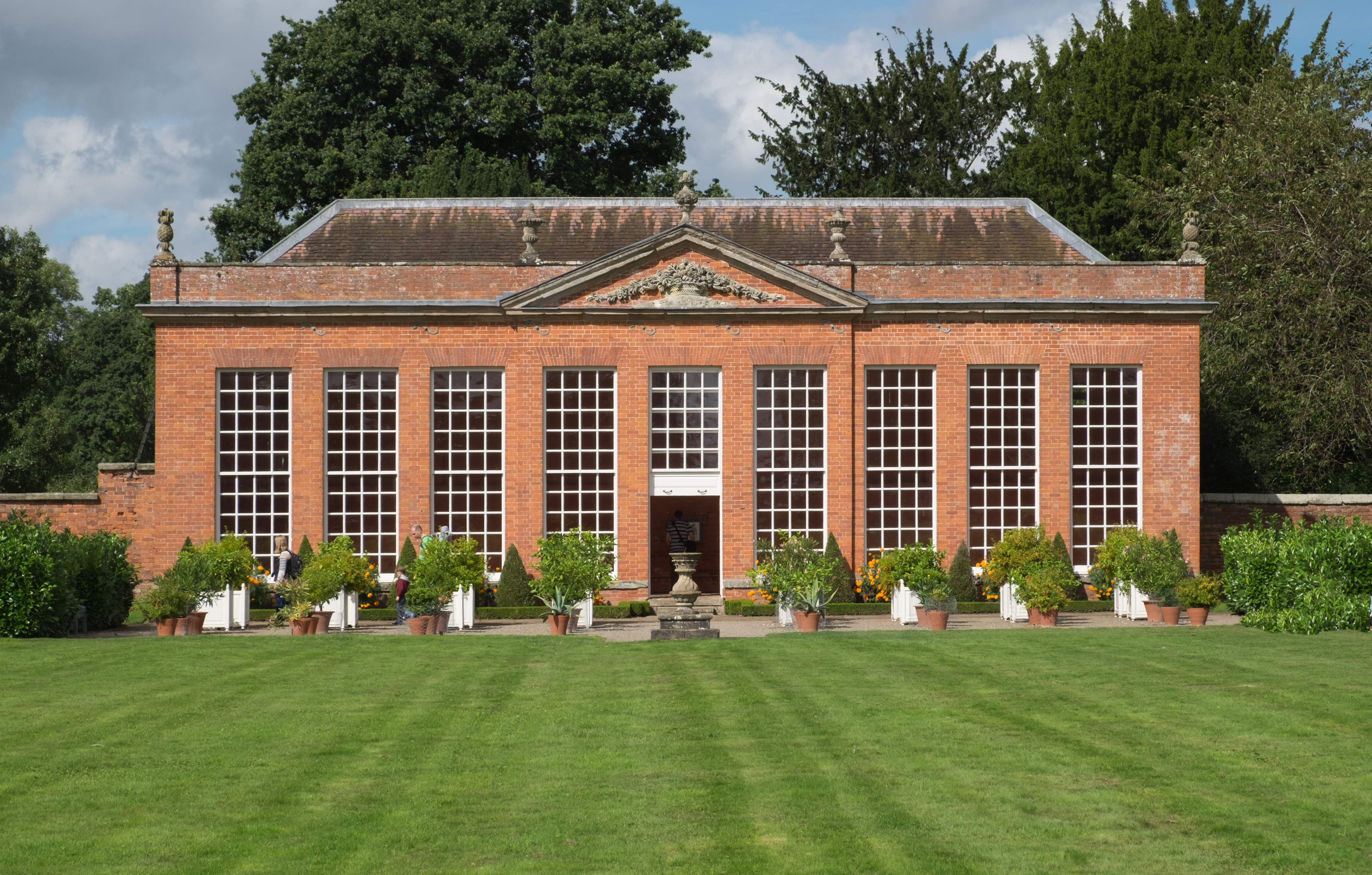
ハンバリーホール(en:Hanbury Hall)のオランジェリーとキノコの家
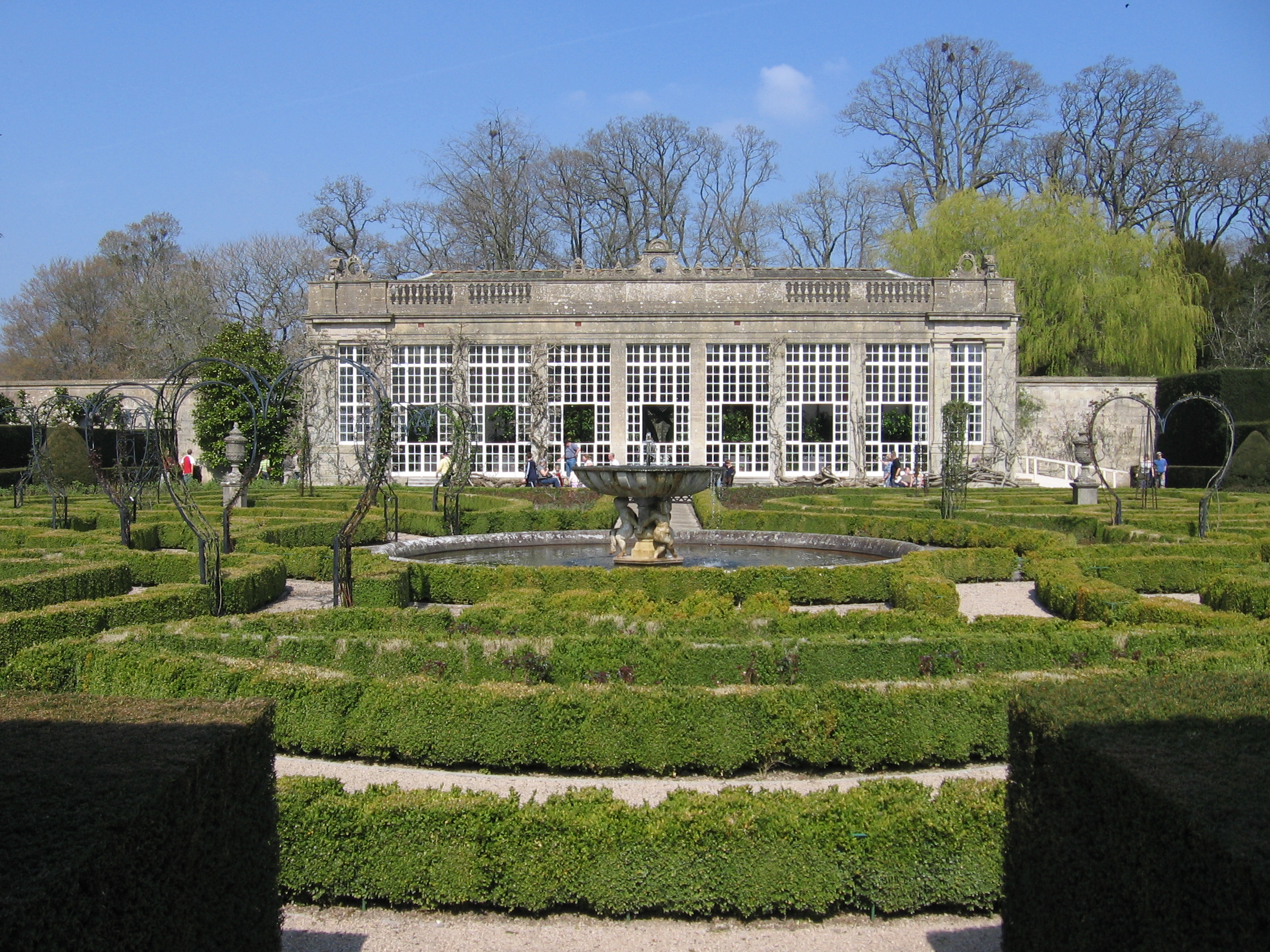
ロングリートのオランジェリーと迷路
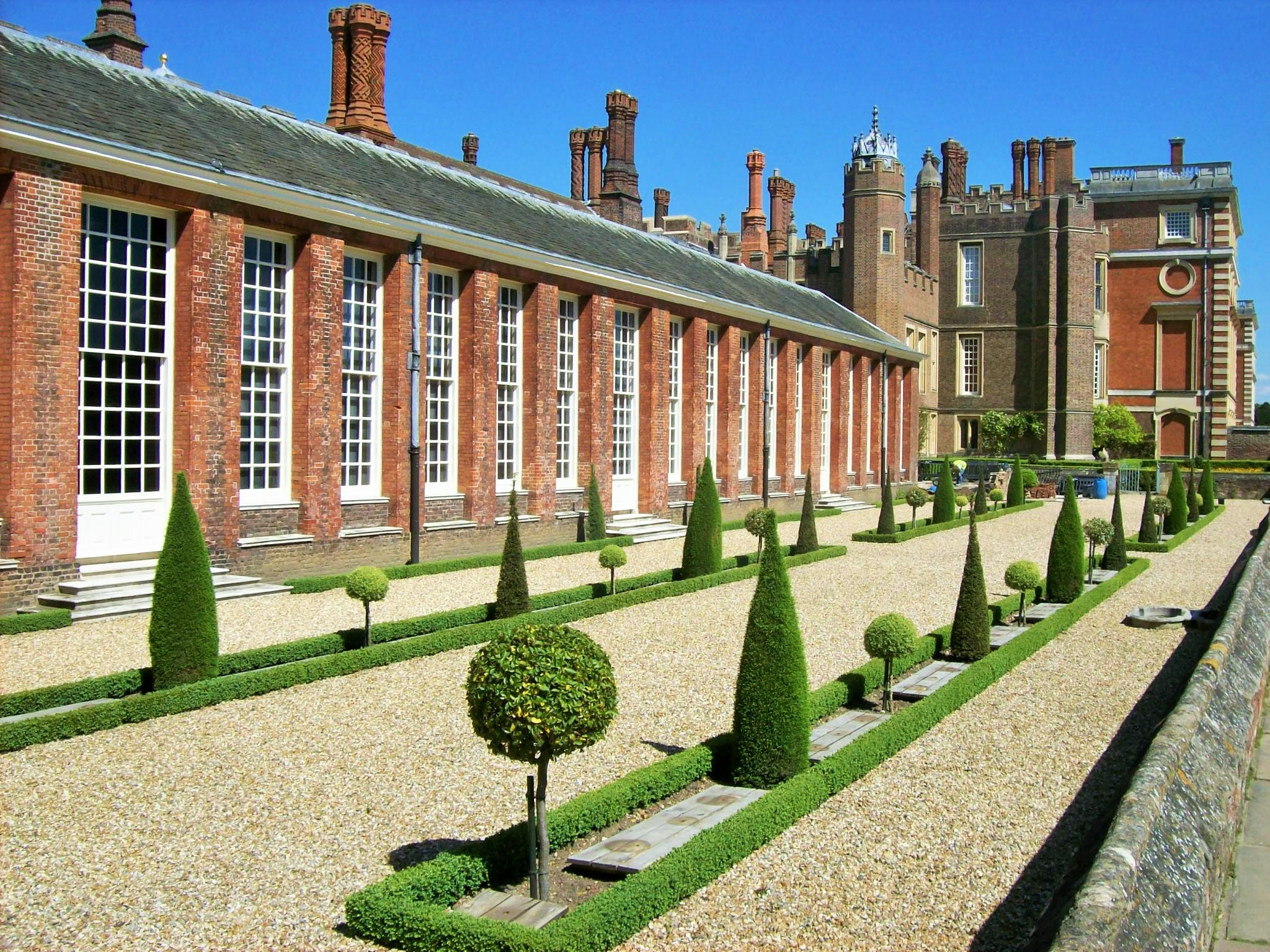
ハンプトン・コート宮殿オランジェリー
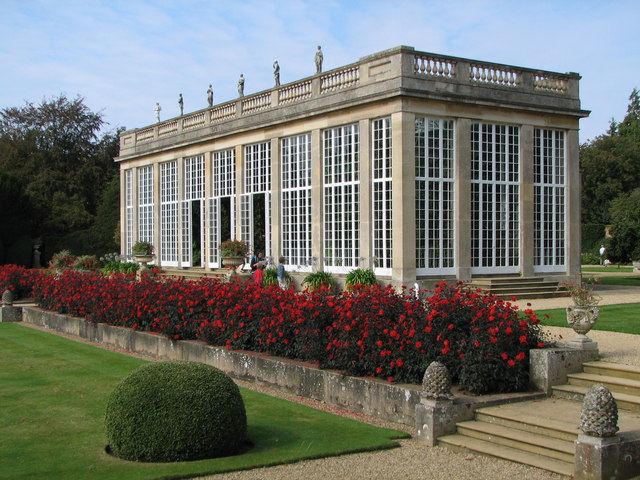
オランジェリー、ベルトンハウス

## アメリカ

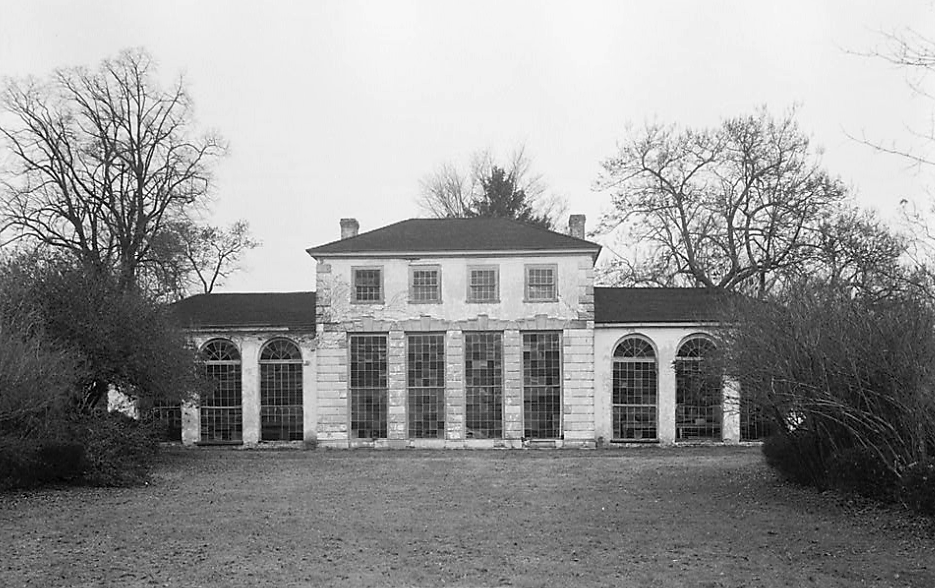
1937年に撮影されたワイプランテーションオランジェリー。

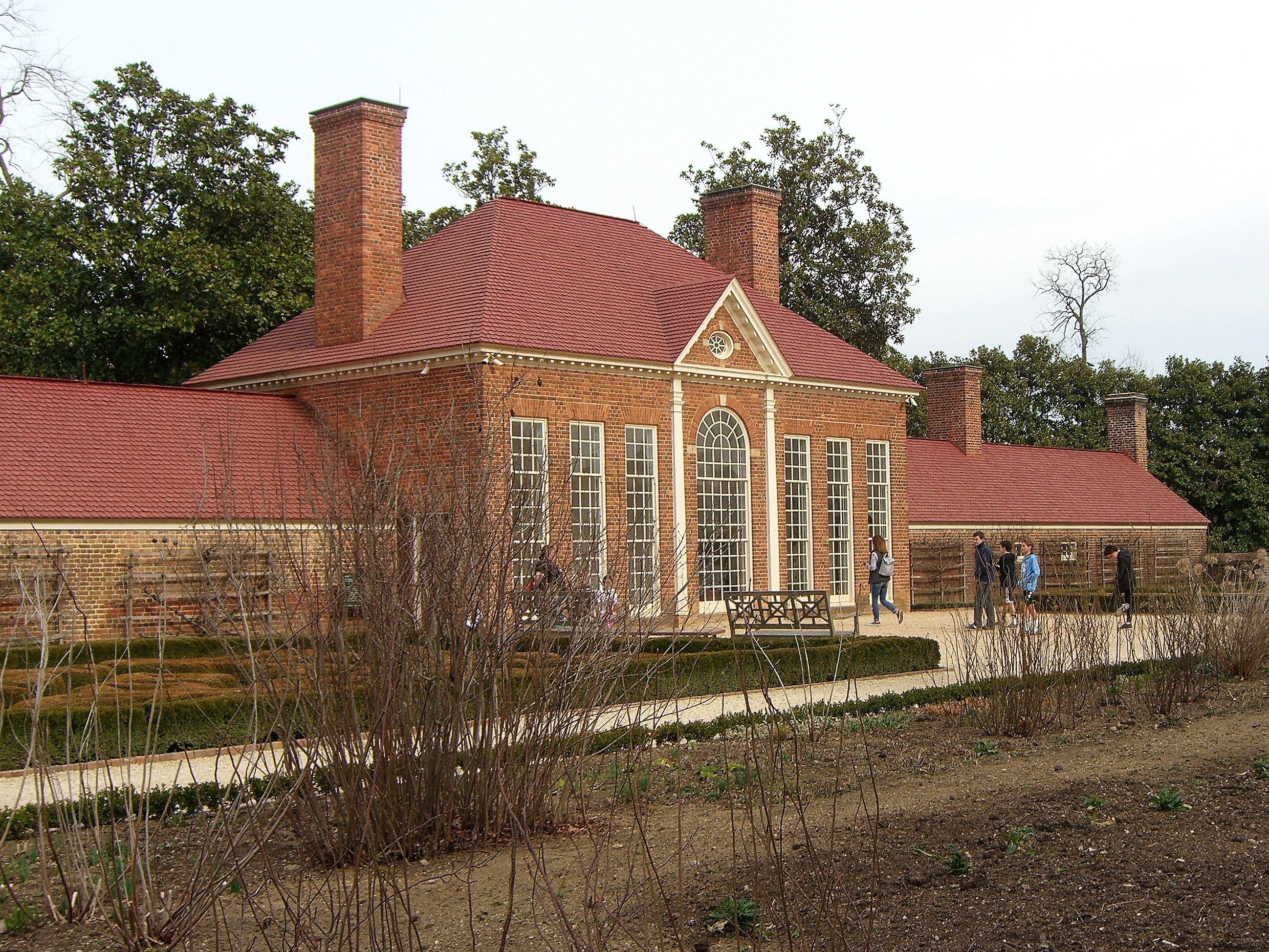
ジョージ・ワシントンによって設計されたものが再建されたマウントバーノンオランジェリー。

### 18世紀
バージニア州マウントエアリーのテイロエハウスのオランジェリー　米国で部分的に無傷で残っている最も初期のオレンジリーとされる。今日では主要壁と他基礎の一部のみで構成され草に覆われた廃墟と化している
バージニア州ノーサンプトン郡のエアホールの庭　台無しにされたオレンジェリーが見られる
メリーランド州チュニスミルズ（イーストン）近くのワイプランテーション　アメリカで最も古くから知られている現存するオレンジリーでこのオランジェリーは本館の後ろにあり、最初の建設後のある時点で2つの小さな翼が追加された大きなオープンルームと、南向きの壁は大きな三重に吊るされた窓で構成されている。植物が保管されていた主要なセクションをさらに断熱する方法として、18世紀半ばから後半にかけて建設された当時のオレンジリーのスタイルの一部である。現在の居住者であるティルマン（ロイド家の子孫）によると、家族のビリヤードルームとして機能していた。またこのプランテーションは若い奴隷少年であったフレデリック・ダグラスの住処であったことでも注目に値する
バージニア州マウントバーノンのジョージ・ワシントン自邸のオレンジェリー　ワシントンの設計および建設。ジョージアン様式の建築で設計された大邸宅のすぐ北にあり、上庭に面しており、1787年に完成したマウントバーノンエステートで最大の建物の1つ。ワシントンはそこでレモンとオレンジの木とサゴヤシを育てた。同時代の人々から野心的な構造と見なされていたメインルームは、空気循環のためのアーチ型天井が特徴で、床下の一連の煙道からの放射加熱が組み込まれていた。元の温室は1835年に焼失したが、1951年に基計画を使用して同じ場所に再建された

### 19世紀
ワシントンDCのダンバートン・オークスエステートのオレンジリー　1810年に建てられた。現在は冬の間はクチナシ、キョウチクトウ、柑橘類の植物を収容するために使用されている
メリーランド州タウソン近くのハンプトン国定史跡にあるオレンジリー。　もともと1820年に建てられ、19世紀半ばまでに米国で最も豊富な柑橘類の木のコレクションを有していたが現在の構造は1926年に焼失したオリジナルを1970年代に再建されたもの
バージニア州ピーターズバーグのバタシー史跡のオランジェリー　現在修復中。もともとは1823年から1841年の間に建てられたが、後の時期にガレージに改造されていた
フェアリーディキンソン大学のフローラムキャンパスにあるオランジェリー。 後半19世紀、フローレンス・アデル・ヴァンダービルト・トゥオンブリーと夫ハミルトン・トゥ・オンブリーが自らの不動産フローハムに構築。マッキムミード＆ホワイト事務所による

### 20世紀
マサチューセッツ州ボイルストンのタワーヒル植物園内のオランジェリー 　18世紀のスタイル、1980年代